# Fouga (département aviation)
Le département aviation des Établissements Fouga & Cie est un constructeur aéronautique créé en 1935 et connu principalement pour le Fouga Magister (1952), avion d'entrainement à réaction utilisé par de nombreux États et par plusieurs patrouilles acrobatiques dont la Patrouille de France.
Filiale des Établissements Fouga & Cie à sa création, le département aviation devient Air-Fouga en 1956 lors de la liquidation des Éts Fouga, puis Potez Air-Fouga en 1958 à la suite de son rachat par les Établissements Henry Potez avant d'être absorbée entièrement en 1960.
Constructeur dédié à la sous-traitance avant la Seconde Guerre mondiale (Avions Mauboussin, planeurs Castel), le département aviation des Établissements Fouga devient un acteur important après-guerre lorsque Pierre Mauboussin en prend la direction, rejoint par l’ancien bureau d'études personnel des Constructions aéronautiques Émile Dewoitine, dirigé par Robert Castello et Jacques Henrat.

## Historique

### De la sous-traitance avant guerre

#### Avions Mauboussin
À l'été 1935, les Établissements Fouga & Cie décident de se diversifier dans l'aviation : la société possède une menuiserie à Aire-sur-l'Adour dont les ouvriers qualifiés peuvent facilement se reconvertir dans la production des avions en bois très répandus à cette époque. Un premier groupement est annoncé avec les Avions Bernard, Schreck et les moteurs Régnier . Le bureau d'études Bernard, engagé à compter de septembre 1935, travaille à un projet de trimoteur de transport et deux d'hydravion. Cette première tentative tourne court quelques mois plus tard, faute de commandes et à la suite du départ de ses principaux ingénieurs vers d'autres sociétés.
Cependant, en cette même année 1936, Pierre Mauboussin est à la recherche d'un atelier en mesure de produire la série de Corsaire qui lui a été commandés. Les deux sociétés s'associent : Fouga acquiert la licence exclusive de fabrication des Avions Mauboussin et le bureau d'étude parisien de Mauboussin alimente Fouga en projets (dont notamment le M.200 qui remporte des records mondiaux). En 1937, l'usine d'Aire-sur-l'Adour emploie 70 à 80 ouvriers et la cadence est de 6 avions par mois (sans compter la sous-traitance pour d'autres constructeurs) puis passe à 7 avions par mois avant guerre.

#### Planeurs Castel
Dès 1939, Pierre Mauboussin se rapproche de Robert Castello, créateur des planeurs Castel sur son temps libre,. Robert Castello, alors dépourvu de capacité de production, recherchait un constructeur capable d'exécuter la commande en série à laquelle son C.30 Moustic (actif depuis quelques années au centre de la Montagne Noire) était alors pressenti. En juin 1939, Fouga présente alors le Castel C.30.S (version améliorée du C.30) à la Commission d'Examen des Projets d'Avions Nouveaux (CEPANA) qui l'accepte.
Après la défaite de 1940, l'étude et la construction d'avions civils en zone libre est fortement restreinte par les Allemands mais le vol à voile reste, lui, autorisé. La maison Mauboussin produit des planeurs Castel dans l'usine Fouga d'Aire-sur-l'Adour (située en zone libre) . Le régime de Vichy mène une politique volontariste en faveur du planeur : vingt C.30S sont commandés en 1941. Avec l'appui de Mauboussin, Robert Castello améliore ses planeurs (C.301S, C.31P Aigrette, C.25S) pour répondre aux nouveaux programmes.
Sollicités en 1941 par le Groupement de Recherches Aéronautiques (GRA) pour la réalisation d'un planeur météorologique, ils conçoivent le M.C. Jalon (dont le premier exemplaire, construit pendant la guerre, est emporté par les Allemands en novembre 1943). C'est à cette époque que les deux hommes, à présent associés, étudient une nouvelle famille de planeurs qu'ils intitulent CM (regroupant les deux marques Castel et Mauboussin) : le CM.7 est un planeur de performance, le CM.8 un planeur acrobatique. Aucun prototype n'est alors construit : l'occupation de la zone libre en novembre 1942 amène la fermeture de l'usine.

### À l'avènement d'un constructeur aéronautique à part entière

#### Reprise autour de Pierre Mauboussin
En novembre 1944, Pierre Mauboussin devient directeur du département aviation des Établissements Fouga & Cie. Il est rejoint par le bureau d'étude Dewoitine formé par les ingénieurs Robert Castello et Jacques Henrat, avec qui Mauboussin travaillait déjà,. Le pilote Léon Bourrieau rejoint la société en avril 1945 ; ainsi que le chef de la fabrication des prototypes Paul Quoix (également un ancien de chez Dewoitine),.
Depuis sa réouverture en janvier 1945, l'usine Fouga d'Aire-sur-l'Adour connait une activité soutenue : les séries d'Avions Mauboussin interrompues par la guerre (M.125, M.129) sont terminées ; certains prototypes étudiés par le bureau d'études Mauboussin en 1939 (M.300) sont construits ; tout en continuant la production des planeurs Castel (C.242, C.301S, C.310P et C.25S) et en réalisant des révisions de bimoteurs Anson. En 1949, 200 planeurs et 50 avions ont été produits et près de 200 Anson révisés,. L'usine emploie alors 300 personnes. En 1947, un M.123 se vend entre 300 000 et 350 000 francs ; un planeur Castel entre 195 000 et 350 000 francs.

#### Premières études de planeurs

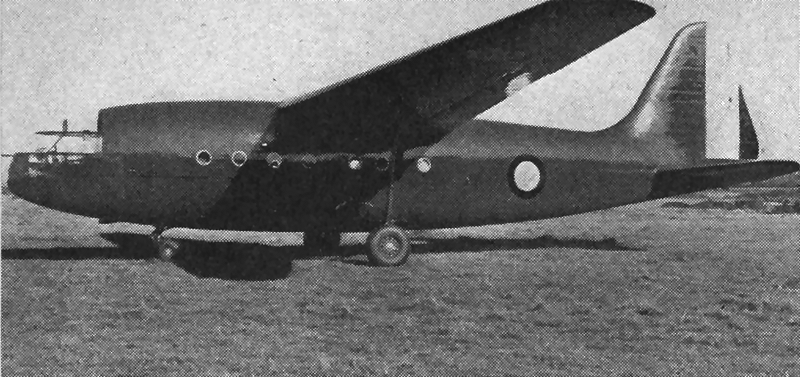
Fouga CM.10.

En 1945, l'État major français s'intéresse aux planeurs lourds (qui ont tant servi lors de la Seconde guerre mondiale). Pierre Mauboussin, qui avait déjà exploré la question du planeur cargo pendant la guerre, décroche un contrat de 4 prototypes de planeur de charge. Deux prototypes du CM.10 sont construits en 1947 à Aire-sur-l'Adour et une série de 100 exemplaires devait être produite par la SNCAN. Après 5 ou 6 exemplaires, le concept est jugé sans avenir et la commande est résiliée. La cellule de CM.10 est par la suite motorisée avec 2 moteurs à piston SNECMA 12S sous le nom de CM.100 (1er vol en janvier 1949).
Les Éts Fouga se recentrent alors sur la production de planeurs, reprenant des études initiées pendant la guerre. Le CM.7 (1er vol le 22 juillet 1948) remporte de nombreux records d'altitudes, de distances ou de durée en faisant le planeur le plus titré de toute l'histoire du vol à voile français. Les 4 et 14 juin 1949 les CM.8.15 (planeur de performance) et CM.8.13 (planeur acrobatique) font leur premier vol. D'une grande finesse et d'une robustesse exceptionnelle, les CM.8.13 et CM.8.15 se distinguent par l'envergure de leurs ailes (13 et 15 m) et par leur empennage : le CM.8.13 a un empennage cruciforme tandis que le CM.8.15 a un empennage en V qui deviendra la marque de fabrique des productions Fouga.

### Partenariat Fouga - Turboméca

#### L'idée de Pierre Mauboussin
Pierre Mauboussin souhaite équiper ses planeurs d'un réacteur pour les affranchir des contraintes du treuil ou du remorquage. En 1948, il s'adresse à Joseph Szydlowski de Turboméca qui réalise des petites turbines à gaz à Bordes (à 60 km d'Aire-sur-l'Adour) et le convainc de créer un réacteur : le futur Piméné. La cellule du CM.8.13 est retenue mais avec l'empennage en V du CM.8.15 qui permet un meilleur écoulement des gaz du réacteur positionné sur le fuselage.
Le CM.8.R.13 Cyclone est mis en avant par Fouga au salon de l'Aviation de juin 1949 et fait son premier vol le 14 juillet 1949. C'est le premier appareil léger à réaction du monde, et premier avion à réaction 100 % français,. Le Cyclone a un retentissement important en France et à l'international. Il est renommé Sylphe en 1950 à la demande des américains de Curtiss-Wright qui produisait un moteur du même nom.

#### Des prototypes en série
Cette première réussite marque le début d'une période d'activité intense des bureaux d'études Fouga (dirigé par Mauboussin, Castello et Henrat) et Turboméca (Szydlowski),. De 1949 à 1952, les Éts Fouga mettent au point 14 prototypes différents (sans compter les planeurs) tandis que Turboméca crée des réacteurs de plus en plus puissants (passant de 84 kpg pour la TR-011 à 400 kpg pour le Marboré II).
En août 1950 s'envole le CM.8.R.9,8 Cyclope. C'est une version acrobatique du Sylphe avec un Piméné de 110 kpg (légèrement plus petit avec 9,8 m² de surface contre 13 m² et 8,73 m d'envergure contre 13 m). Il est re-motorisé en avril 1951 avec un Palas de 160 kpg.
En mars 1951, le CM.88.R Gémeaux fait son premier vol. Commandé par l'État dans le cadre d'un marché pour la mise au point d'un réacteur de 400 kpg, ce banc d'essai est constitué de 2 cellules de CM.8 accolées. Les 2 exemplaires construits sont déclinés entre 1951 et 1952 sous les noms Gémeaux I à Gémeaux V avec des réacteurs Pimémé, Marboré I, Marboré II (prototype puis modèle de série) et Aspin I et II.
En 1951, la société des Courses aériennes ambitionne de créer des courses d'avions à réaction et commande 8 exemplaires d'un modèle à concevoir aux Éts Fouga. Afin d'entrer dans la catégorie des petits avions (moins de 500 kg au décollage), le bureau d'études propose une version raccourcie du Cyclope qui fait son premier vol le 30 mai 1952 sous le nom CM.8.R.8,3 Midjet.
Au XIXe salon de l'Aviation de juin 1951, le CM.82.R Lutin exposé par les Éts Fouga se fait remarquer par sa ligne et par l'armement fourni,. C'est une maquette trompe-l’œil aux 3/4 d'un prototype commandé sous le nom de CM.821.R. Le Lutin est catégorisé comme un avion d'entrainement à l'appui au sol : rôle remis en valeur par la guerre de Corée.
Profitant de l'expérience acquise sur les réacteurs, le prototype du CM.100 est équipé de 2 réacteurs Piméné qui permettent d'augmenter la poussée au décollage et ainsi d'augmenter la charge utile. le CM.101.R fait son premier vol en août 1951. Un accord est conclu avec la SNCASO pour expérimenter cette technique à plus grande échelle dont les résultats sont concluants.

### Le Fouga Magister: une réussite technique et commerciale

#### Vers le Fouga Magister
Le département aviation atteint son apogée avec le Fouga Magister. Dès 1949, le projet d'un avion d'entrainement à réaction (CM.130.R) est présenté  à l'État Major par Pierre Mauboussin et son équipe,. L'avion (devenu CM.170.R) est conçu dans un court délai entre décembre 1950 (accord de la DTI) et juillet 1952 (1er vol). Cette performance s'explique autant par l'efficacité du bureau d'études que par la réactivité des services (qui passent commande sans tarder). Cette rapidité de conception ne s'est pas faite au détriment de la qualité puisque le modèle de série est quasiment identique au prototype, chose assez rare à l'époque.
Premier avion d'entrainement à réaction au monde, le Fouga Magister est choisi par l'Armée de l'Air en octobre 1953 (après avoir été mis en concurrence avec le MS.755 Fleuret de Morane-Saulnier — équipé des mêmes réacteurs Marboré II), puis retenu par l'OTAN comme avion d'entrainement le plus adapté du début au perfectionnement.

#### Développement de l'entreprise
Le développement et le succès du Fouga Magister obligent le département aviation à changer d'échelle. De moins de 10 ingénieurs et dessinateurs en 1944, le bureau d'études en compte 65 en 1956, toujours sous la direction du tandem Castello-Henrat. Côté production, même si la charge est répartie entre plusieurs industriels (Morane-Saulnier fabrique 80% de l'avion), les Éts Fouga créent en lisière de l'aéroport de Toulouse-Blagnac deux hangars (en 1954 et 1956) pour l'assemblage final et les essais en vol. L'usine d'Aire-sur-l'Adour conserve la fabrication de l'empennage et des commandes de vol.
À l'exportation, l'Allemagne de l'Ouest s'intéresse au Fouga Magister pour une fabrication sous licence. Des contacts sont pris dès 1954 et se concrétisent en septembre 1956. Dans le même temps, les Éts Fouga acquièrent la licence de fabrication du Dornier Do.27 (qui ne sera pas exploitée).

#### Le Zéphyr, version dérivée pour la Marine
En 1953, la Marine Nationale, également confrontée au problème de formation des pilotes de l'aéronautique navale, commande une version navale du Fouga Magister. L'État commande 2 prototypes du CM.170M « Esquif » en juin 1955 et 30 avions de série en avril 1956. Avec une verrière coulissante, un train modifié et un dispositif d'appontage, l'avion est renommé CM.175 « Zéphyr ». À la différence du Magister, le Zéphyr est intégralement produit par les Éts Fouga.

#### Autres projets
Les Éts Fouga construisent le CM.171 « Malaku » pour servir de banc d'essai au réacteur Gabizo de Turboméca. Plusieurs versions sont déclinées à partir du Magister : le CM.191, quadriplace de transport qui n'aboutit pas (le marché est pris par le MS.760 Paris, lui-même dérivé du MS.755 Fleuret, ancien concurrent malheureux du Magister). Pour compléter l'apprentissage du pilote, les CM.160 pour l'école du début à un moindre prix et CM.195 pour le perfectionnement. La polyvalence du Magister a rendu l'intérêt de ces projets plus faible.
Un accord est envisagé avec Roland Payen pour produire une aile delta en réutilisant des éléments du Fouga Magister.

### Changements de maison-mère
Alors que l'avenir s'annonçait radieux, tant du côté des projets du bureau d'études que du carnet de commande, le département aviation des Éts Fouga est pris dans des troubles administratifs qui le dépassent. Le département change plusieurs fois de raison sociale mais réussit à conserver une certaine autonomie avant d'être absorbé par Sud-Aviation en 1967.

#### Air-Fouga
En juillet 1956, les Établissements Fouga & Cie déposent le bilan,. Préoccupée par le devenir du Fouga Magister, la Direction technique et industrielle du ministère de l'Air demande à l'union syndicale des industries aéronautiques d'assurer la continuité des activités du département aviation. La société Air-Fouga est créée à cet effet en septembre 1956 : le capital de 75 millions de francs est souscrit à parts égales par Breguet, Dassault, Morane-Saulnier, la SNCASE et la SNCASO,. La gérance est assurée par M. Glasser, président de l'union syndicale et de la SNCASO.
Air-Fouga assure la production du Fouga Magister tout en continuant le développement de l'exportation. En 1957, Israël choisit le Magister et un contrat de licence est signé avec Israel Aircraft Industries ;  en 1958, la société finlandaise Valmet acquiert une licence de fabrication.
En 1957, l'usine d'Aire sur l'Adour accueille le département planeur de Breguet. En décembre 1957, la société a un effectif de 740 personnes (dont 200 à Aire-sur-l'Adour et 510 à Toulouse).

#### Rachat par Potez
En novembre 1957, Henry Potez devient actionnaire majoritaire et gérant d'Air-Fouga qui est renommé Potez Air-Fouga en mai 1958. Cette opération permet à Henry Potez de reprendre un rôle de premier plan dans l'industrie d'après-guerre avec la production en grande série du Fouga Magister et surtout de pouvoir développer son projet quadrimoteur de transport, le Potez-840.
Tandis que les usines continuent la production des Fouga Magister (et Zéphyr), le bureau d'études est réorienté sur le Po.840. À l'exception des CM.173 Super-Magister (renommé Potez-94) et Potez-Heinkel CM.191, l'étude des dérivés du Fouga Magister est délaissée. L'équipe des débuts est progressivement dispersée : Pierre Mauboussin prend un poste de direction au siège à Paris, Robert Castello conserve la direction du bureau d'études tandis que Jacques Henrat assure le suivi des évolutions demandées sur le Magister.
Bien que techniquement réussi, le Potez-840 (dont le premier exemplaire vole en avril 1961) est un échec commercial. Il ne répond pas à la demande des clients  et n'est pas soutenu par l'État,. L'obstination d'Henry Potez à réaliser un avion à son nom (au détriment de modèles issu des réalisations Fouga ou Morane-Saulnier —  repris par Potez en 1962) mène le groupe dans une impasse : les 3 bureaux d'études (Potez, Fouga, Morane-Saulnier) se retrouvent sans travail à partir de novembre 1963 et le plan de charge des usines diminue fortement avec la fin de série des Fouga Magister.

#### Reprise par Sud-Aviation
En l'absence de perspectives industrielles et dans un contexte de concentration des industries aéronautiques souhaité par l'État, les bureaux et usines de Toulouse sont repris par Sud-Aviation en avril 1967, à l'exception de l'usine historique d'Aire-sur-l'Adour qui prend le nom de Potez-Aéronautique et se spécialise dans la sous-traitance.
Cette restructuration marque la fin du département aviation qui d'une scierie reconvertie en sous-traitant en 1936 est devenu un constructeur aéronautique inventif et reconnu sous l'impulsion de Pierre Mauboussin et de son équipe tant au bureau d'études (Castello-Henrat) qu'aux prototypes (Quoix) ou aux essais (Bourrieau, Grangette avec la participation occasionnelle de Doret). La fabrication du dernier Fouga Magister par Sud-Aviation en 1969 marque la fin des avions Fouga.

## Planeurs & Avions

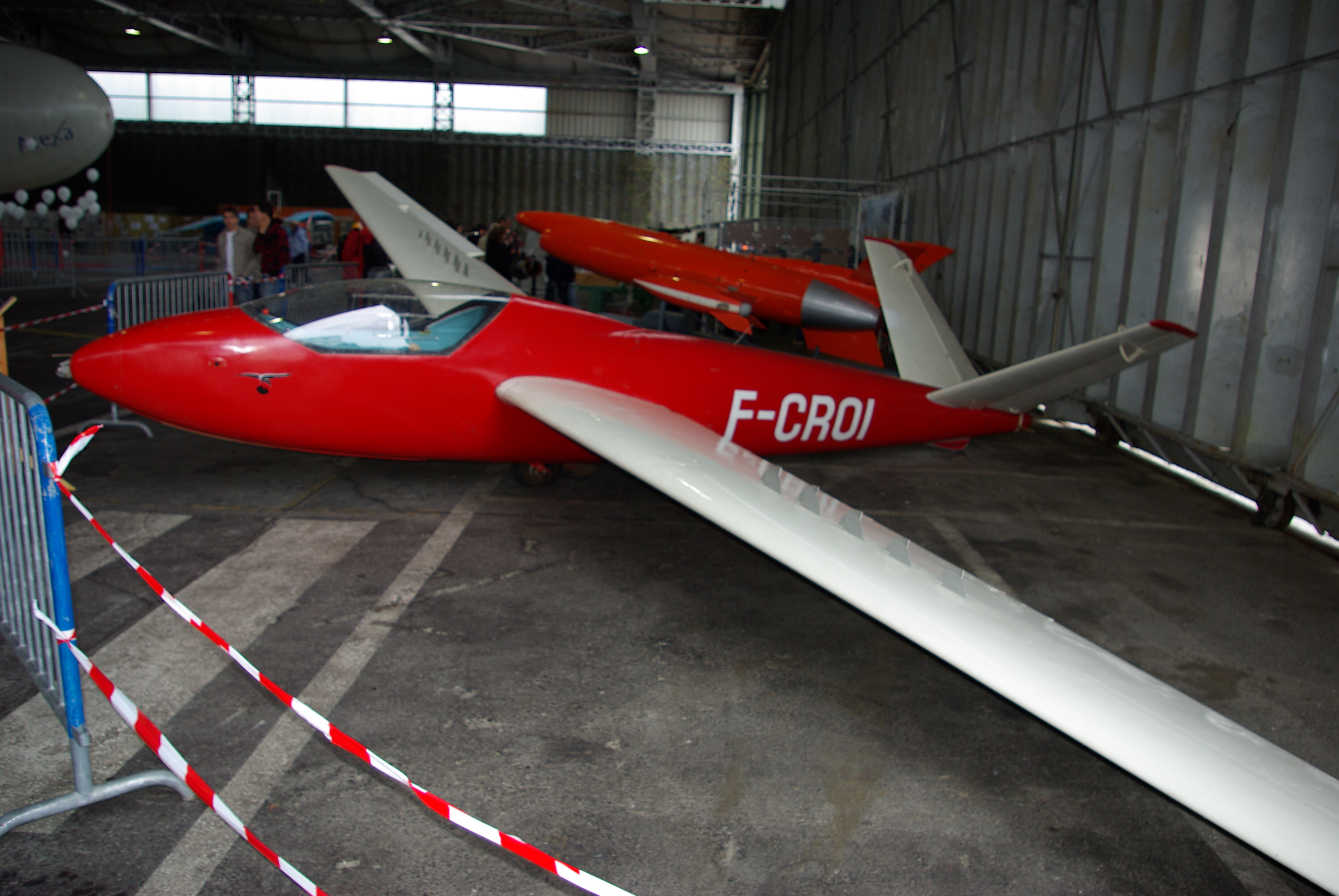
Fouga CM.8.13.

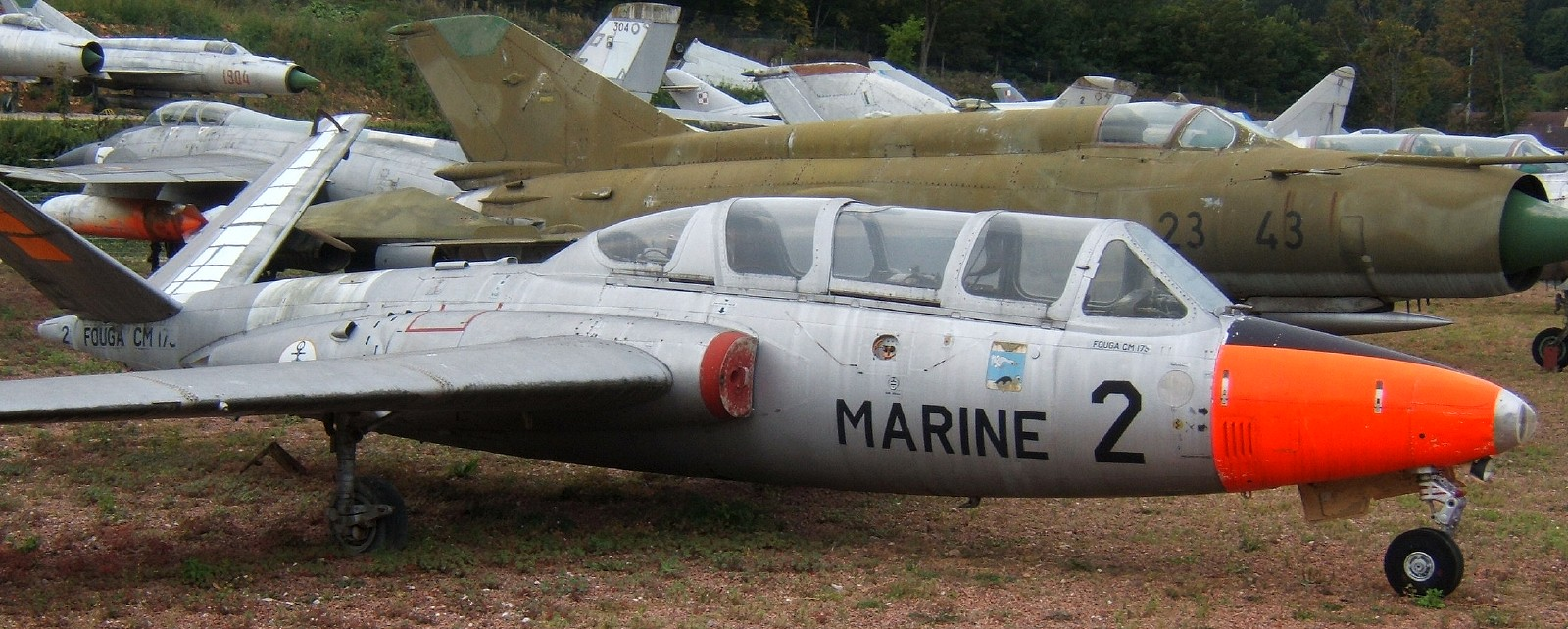
Fouga Zephir au musée du château de Savigny-lès-Beaune.

- MC.Jalon (1943) : planeur d'observation pour le GRA
- Fouga CM.7 (1947) : planeur biplace
- Fouga CM.10 (1947) : planeur de charge (série interrompue)
- Fouga CM.100 (1949) : avion cargo dérivé du CM.10 (prototype)
- Fouga CM.8.13 (1949) : planeur acrobatique
- Fouga CM.8.15 (1949) : planeur de performances
- Fouga CM.8.R.13 « Cyclone »/« Sylphe » (1949) : CM.8.13 équipé d'un réacteur Piméné
- Fouga CM.130.R (1949) : avion à réaction d'entrainement pour débutants (études)
- Fouga CM.8.R.9,8 « Cyclope » (1950) : planeur acrobatique à réaction
- Fouga CM.88.R « Gémeaux » (1951) : avion expérimental composé de 2 cellules de CM.8.13.
- Fouga CM.82.R « Lutin » (1951) maquette présentée au XIXe Salon de l'aéronautique
- Fouga CM.101.R (1951) : avion de transport dérivé du CM.100 (prototype)
- Fouga CM.103.R (1951) : étude d'une version militaire du CM.101.R
- Fouga CM.71 (1952) : planeur
- Fouga CM.72.R (1951) : études d'un planeur biplace[74]
- Fouga CM.170.R « Magister » (1952) : avion d'entrainement à réaction
- Fouga CM.171 « Makalu » (1956) : banc d'essai pour le réacteur Gabizo
- Fouga CM.175 « Zéphyr » (1956) : version marine du CM.170 (initialement appelé CM.170M « Esquif »)
- Potez-Heinkel CM.191 (1962) : quadriplace de transport en collaboration avec Heinkel[60],[75]
- Potez CM.173/Potez 94 « Super Magister » (1962) : variante du CM.170
- Fouga 90 (1978) : variante du CM.170 créée par l'Aérospatiale

## Chefs pilotes d'essai
- Léon Bourrieau (avril 1945[21] à décembre 1958[12])
- Jacques Grangette (embauché en mars 1953[21])